# Escuela de idiomas extranjeros de Hangzhou
La Escuela de idiomas extranjeros de Hangzhou (en inglés: Hangzhou Foreign Languages School, en chino 杭州外国语学校 ), fundada en 1964, es una escuela secundaria pública ubicada en Hangzhou, Zhejiang, en la Republica Popular China. Depende del Departamento de Educación Provincial de Zhejiang de China, siendo considerada una de las escuelas secundarias clave a nivel provincial.
También es una de las 17 escuelas de idiomas extranjeras reconocidas y recomendadas por el Ministerio de Educación de la República Popular de China. En 2009, el Departamento de Educación de la provincia de Zhejiang ajustó el sistema escolar de la Escuela de Idiomas Extranjeros de Hangzhou y se convirtió en la escuela secundaria afiliada del Instituto de Educación de Zhejiang. La escuela de idiomas extranjeros de Hangzhou ocupó el puesto 25 en el ranking 2016 de escuelas secundarias en China continental para estudiar en los Estados Unidos.

## Historia de la escuela
Para satisfacer las necesidades de los talentos de lenguas extranjeras en el trabajo diplomático después de la fundación de la República Popular de China, el primer ministro Zhou Enlai y el ministro de Relaciones Exteriores Chen Yi decidieron establecer una escuela de lenguas extranjeras a principios de la década de 1960. En 1963, se establecieron ocho escuelas de idiomas extranjeros en Shanghai, Beijing, Tianjin, Nanjing, Xi'an y Chongqing . El Departamento de Educación de la provincia de Zhejiang es encomendado por el Ministerio de Educación para organizar la Escuela de Idiomas Extranjeros de Hangzhou en Hangzhou. 
En 1964, se estableció la Escuela Primaria de la Escuela de Idiomas Extranjeros de Hangzhou, ubicada en la Escuela Normal Preescolar de Zhejiang, y la Escuela Secundaria ubicada en la antigua Escuela Secundaria afiliada a la Universidad de Hangzhou (ahora Escuela Secundaria Hangzhou Xuejun ). En 1966, la escuela primaria y la secundaria se fusionaron, y el sitio de la escuela estaba ubicado en la Escuela Normal Preescolar de Zhejiang. Después del comienzo de la Revolución Cultural en 1966, la escuela dejó de matricular a los estudiantes. Los estudiantes dejaron la escuela uno tras otro después de 1969. Los estudiantes de la escuela primaria fueron transferidos a la escuela primaria más cercana, y todos los estudiantes de la escuela secundaria fueron al campo . Casi todos los maestros en la escuela primaria son transferidos excepto los maestros de inglés. 
De 1969 a 1975, la escuela se colocó bajo la jurisdicción de la Oficina de Educación de Hangzhou, y la inscripción se cambió a estudiantes de secundaria normales, durante los cuales se inscribieron 1465 estudiantes. Después de 1973, de acuerdo con el espíritu del grupo de trabajo político del Comité Revolucionario Provincial de Zhejiang, Hangwai se convirtió en una escuela secundaria técnica con un período de escolarización de tres años, con el objetivo de capacitar a los estudiantes para profesores de inglés y reclutar trabajadores, campesinos y soldados . El último grupo de trabajadores, campesinos y soldados abandonó la escuela en 1980, un total de 5 sesiones con 426 estudiantes. 
Después de 1978, Hangwai reanudó su sistema original y reclutó a graduados de primaria. La tarea principal de administrar una escuela es "proporcionar a los estudiantes niveles más altos de idioma extranjero y buenos conocimientos culturales generales para colegios y universidades" y "sentar una base sólida para cultivar talentos de idiomas extranjeros de alto nivel y talentos especializados con dominio de idiomas extranjeros". 
En 1991, la escuela se mudó al nuevo campus del campus de Jiaosan Road (ahora Xueyuan Road) (No.146 Xueyuan Road). En septiembre de 2003, todo se mudó al nuevo campus en el Parque de Educación Superior Xiaoheshan, cubriendo un área de 405 acres, un área de construcción de aproximadamente 120,000 metros cuadrados y una inversión de aproximadamente 320 millones, y comenzó a reclutar estudiantes de toda la provincia.
En 2004, la escuela abrió algunos cursos de idiomas, marcando el comienzo de la enseñanza multilingüe en Hangwai. En 2004, en cooperación con la Universidad de Zhejiang, se abrió la "Clase Experimental de Lenguas Minoritarias de la Universidad de Zhejiang". 
En 2008, la Escuela de Idiomas Extranjeros de Hangzhou lanzó un proyecto internacional de currículum de escuela secundaria para cooperar con la implementación de la estrategia de internacionalización educativa de la provincia de Zhejiang. Aprobada por el Departamento Provincial de Educación, la Escuela de Idiomas Extranjeros de Hangzhou lideró el lanzamiento de la "Clase Experimental de la Escuela Secundaria Internacional de Cambridge" en el marco del "Proyecto Curricular de la Escuela Secundaria Internacional de la Asociación Provincial de Educación". Después de estudiar en Hangzhou durante dos o tres años y aprobar el examen global unificado de la Junta de Exámenes Internacionales de la Universidad de Cambridge, los estudiantes pueden ingresar directamente a los Estados Unidos, el Reino Unido, Australia, Canadá, Nueva Zelanda, Singapur y Hong Kong y otros cursos de inglés en el mundo según su puntaje Universidad. 
En 2009, debido al sistema escolar "estatal y privado" de Hangzhou Foreign Languages y al método de selección de la prueba de dominio del idioma extranjero (ver más abajo) y la educación obligatoria "admisión local", el Departamento Provincial de Educación decidió combinar Hangzhou Foreign Language School con Zhejiang Education El colegio fue construido conjuntamente y se convirtió en la escuela secundaria afiliada del Colegio de Educación.
En 2016, Hangwai se mudó nuevamente. 

## Método de inscripción
Desde la expansión de la matrícula en 2009, Hangzhou Foreign Language School ha adoptado un método de prueba de selección independiente para reclutar estudiantes. Los estudiantes en la ciudad vieja de Hangzhou toman la primera ronda de exámenes físicos, mientras que los estudiantes en Xiaoshan Yuhang y el área que no pertenece a Hangzhou no necesitan exámenes físicos. El contenido de la segunda ronda de exámenes escritos es diferente, principalmente para evaluar la capacidad de aprendizaje y la capacidad de pensamiento de los estudiantes. La tercera ronda es una entrevista para el aprendizaje del inglés, para evaluar si los estudiantes tienen defectos en el aprendizaje del idioma, como la pronunciación, la tartamudez, etc. 
Después de la reestructuración en 2009, solamente los estudiantes del área de Hangzhou fueron admitidos y se adoptó el método de "recomendación más lotería". 

## Directores anteriores
- Xu Zifeng (tiempo de oficina: 1964-1966)
- Luo Zhensheng (mandato: 1972-1982)
- Xu Binghuan (tiempo de oficina: 1982-1984)
- Xu Yaogen (mandato: 1984-1988)
- Lu Linyue (mandato: 1991-1993)
- Zhang Runxiu (tiempo de oficina: 1993-1995)
- Tang Ziliang (mandato: 1995-2003)
- Lin Weimin (mandato: 2002-2010)
- Fang Jianwen (mandato: 2010-presente)

## Espíritu escolar
En 2005, como la primera organización modelo para estudiantes de secundaria en la provincia de Zhejiang, se estableció formalmente el Modelo de Escuela de Idiomas Extranjeros de Hangzhou, Naciones Unidas. Hasta ahora, HMFMF ha enviado sucesivamente equipos para participar en la Conferencia de la Federación Nacional de Modelos Estudiantiles de la Escuela Intermedia celebrada en la Universidad de Pekín y la Conferencia de la Federación de Modelos Estudiantiles de la Universidad Nacional y la Escuela Media celebrada en la Universidad de Asuntos Exteriores de China, y ganó el Premio al Mejor Estilo y el Premio al Mejor Documento de Posición respectivamente. Al mismo tiempo, en 2008, después de participar en la Conferencia Nacional Modelo de las Naciones Unidas para Estudiantes de Secundaria de la Universidad de Pekín, HWFH ganó el derecho de representar a China en el Modelo de Naciones Unidas de Nueva York celebrado a mediados de 2008. A partir de 2010, la Asociación de Naciones Modelo Extranjero de Hangzhou se ha convertido en una de las asociaciones de Modelo de Naciones Unidas más conocidas en China, y tiene una mayor influencia en el mundo.

## Lema
Aprende por la patria y prepárate para el futuro. 

## Antiguos alumnos
- Huang Zheng, clase de 1998, fundador de la plataforma de compras en línea Pinduoduo
- Tao Wang, clase de 1999, fundador de la compañía de UAV DJI Innovation
- Xi Mingze, clase de 2009, la única hija de Xi Jinping, Secretario General del Comité Central del PCCh y el famoso cantante Peng Liyuan, luego fue a la Universidad de Harvard en los Estados Unidos.
- Lijie Chen, Clase de 2013, Informática

## Escuela Inter de Idiomas Extranjeros
Como una rama privada de la Escuela de Idiomas Extranjeros de Hangzhou, el 30% de los graduados de secundaria (alrededor de 120 estudiantes) pueden aprobar el examen de admisión organizado por la Escuela de Idiomas Extranjeros de Hangzhou y ser admitidos en orden descendente de sus puntajes e ingresar a la escuela secundaria de la Escuela de Idiomas Extranjeros de Hangzhou. Además, Intel también tiene una escuela secundaria, que se compone de una parte de los estudiantes de la escuela secundaria Intel y de todo tipo de estudiantes de escuelas secundarias de otras provincias. Entre ellos, hay muchos estudiantes de otras provincias que son extremadamente excelentes y tienen una base pobre. 
- Nombre original: Rama de Yingte de la Escuela de Idiomas Extranjeros de Hangzhou

- Ahora: Hangzhou Yingte Foreign Language School (cambió a este nombre después de mudarse de Intel a otro campus). Se requiere que los estudiantes de 10º grado intermedio y de secundaria que sean promovidos a la Universidad Intermedia de Hangzhou llenen el nombre de la vieja escuela "Inte Language Language School" sin la palabra "Hangzhou")

## La perturbación de reestructuración extranjera de Hangzhou en 2009
La crisis de reestructuración en Hangzhou Foreign Languages se refiere al anuncio del Departamento de Educación de la provincia de Zhejiang sobre la reestructuración de Hangzhou Foreign Languages a fines de la primavera y el verano de 2009. Debido al plan altamente controvertido, causó varios niveles de insatisfacción entre maestros y estudiantes, padres de estudiantes, graduados y todos los ámbitos de la vida. Y preocupación, lo que provocó la suma de una serie de llamados a la acción en la realidad e Internet. Al mismo tiempo, poco después de que el anuncio coincida con la reestructuración de la provincia de Zhejiang en 2009, se publicaron los resultados del examen de ingreso a la universidad, colgar fuera de los graduados de Tang Yu Jie con un puntaje de 768 ganó el académico de ciencias de la provincia de Zhejiang, y colgar fuera de Hong Qin, los graduados también recibieron el campeón de artes de Hangzhou Sin embargo, los principales medios de comunicación de la ciudad de Hangzhou y la provincia de Zhejiang no informaron sobre la reestructuración en detalle. 

## referencias
1. ↑  浙江省教育厅. «机构信息» (en chino simplificado). Archivado desde el original el 2016年3月5日. Consultado el 2009年6月20日.
2. 1 2  浙江省教育厅 (2009年6月12日). 浙江省教育厅关于调整杭州外国语学校办学体制的决定（浙教计〔2009〕93号） (en chino simplificado). Archivado desde el original el 9 de julio de 2010. Consultado el 2009年6月20日.
3. ↑  人民网 "http://gz.people.com.cn/n2/2016/0224/c358162-27802234.html Archivado el 14 de octubre de 2016 en Wayback Machine." 2016-02-24
4. ↑   联校网排名 "«存档副本». Archivado desde el original el 14 de octubre de 2016. Consultado el 5 de abril de 2016."
5. ↑  王慧华 (2003年2月20日). «杭外招考今年有变». 钱江晚报 (en chino simplificado).
6. ↑  陈斯音 (2009年6月17日). «“杭外”精神 能否延续 015596650». 浙江在线-今日早报 (en chino simplificado). Consultado el 2009年6月20日.Uso incorrecto de la plantilla enlace roto (enlace roto disponible en Internet Archive; véase el historial, la primera versión y la última).
7. ↑  新浪網：“杭外”改制 尘埃落定，2009-06-24
8. ↑  «2009年各地高考状元». 新浪. Consultado el 24 de junio de 2009.
9. ↑  «杭外出状元，媒体传捷报». 杭州外国语学校. 23 de junio de 2009. Archivado desde el original el 13 de junio de 2010. Consultado el 24 de junio de 2009.

- ↑  «杭外出状元，媒体传捷报». 杭州外国语学校. 23 de junio de 2009. Archivado desde el original el 13 de junio de 2010. Consultado el 24 de junio de 2009.

- Datos: Q11102457
- Multimedia: Hangzhou Foreign Language School / Q11102457